# Les Horizons perdus (film, 1973)
Pour les articles homonymes, voir Les Horizons perdus.
Ne doit pas être confondu avec Les Horizons divergents.
Pour plus de détails, voir Fiche technique et Distribution.
Les Horizons perdus (Lost Horizon) est un film américain de Charles Jarrott, sorti en 1973.
Il s'agit d'un remake du film Les Horizons perdus (Lost Horizon), réalisé par Frank Capra et sorti en 1937.

## Fiche technique
- Titre français : Les Horizons perdus
- Titre original : Lost Horizon
- Réalisation : Charles Jarrott
- Scénario : Larry Kramer, d'après le roman de James Hilton
- Photographie : Robert Surtees
- Musique : Burt Bacharach
- Chorégraphie : Hermes Pan
- Lyriques : Hal David
- Montage : Maury Winetrobe
- Décors : E.Preston Ames et Jerry Wunderlich (en)
- Costumes : Jean Louis et Guy Verhille
- Son : Arthur Piantadosi, Jack Solomon, Richard Tyler et Dan Wallin
- Pays d'origine : États-Unis
- Genre : film musical, drame, romance, aventure et fantastique
- Format :  Son mono - 35 mm - couleur (Metrocolor) - 2,20:1
- Durée : 150 minutes
- Date de sortie : 
  -  États-Unis : 17 mars 1973
  -  France : 3 avril 1974

## Distribution
- Peter Finch : Richard Conway
- Liv Ullmann : Catherine
- Sally Kellerman : Sally Hughes
- George Kennedy : Sam Cornelius
- Michael York : George Conway
- Olivia Hussey : Maria
- Bobby Van : Harry Lovett
- James Shigeta : To Len
- Charles Boyer : Père Perrault, le Grand Lama
- John Gielgud : Chang
- Larry Duran : le pilote asiatique
- Hedley Mattingly : Colonel Rawley
- Kent Smith : Bill Fergunson
- Miiko Taka : l'infirmière
- John Van Dreelen : Docteur Verden
- Bruce Davis Bayne : un passager de la ligne aérienne